# Tabanus mistshenkoi
Tabanus mistshenkoi är en tvåvingeart som beskrevs av Olsufjev 1937. Tabanus mistshenkoi ingår i släktet Tabanus och familjen bromsar. Inga underarter finns listade i Catalogue of Life.